# Шатилло, Иван Брониславович
Иван Брониславович Шатилло (бел. Іван Браніслававіч Шаціла, 15 [28] декабря 1910, Талька, Минская губерния — 12 февраля 1977, Минск) — белорусский советский актёр театра и кино. Народный артист БССР (1953).

## Биография
После окончания в 1932 году Драматических курсов им. Ф. Дзержинского в Минске был принят в коллектив 1-го Белорусского государственного театра (ныне Национальный академический театр имени Янки Купалы, на сцене которого выступал до 1971 г. (за исключением периода с 1961 г. по 1967 г., когда И. Шатилло служил актёром Национального академического драматического театра имени М. Горького).
Выступал как чтец на Белорусском радио (разделы повести Якуба Колоса «В полесской глуши» и др.), участвовал в радиопостановках.
Актёр широкого творческого диапазона, большого сценического обаяния. Обладал мощным, ярким темпераментом.

### Театр
- Национальный академический театр имени Янки Купалы
  - «Партизаны» Вс. Вяч. Иванова — Григорий
  - «Побег из ночи» братьев Тур — Косогоров
  - «В метель» — Сыроваров
  - «Павлинка» Я. Купалы— Яким
  - «Поют жаворонки» К. Крапивы — Микола Верес
  - «Кремлёвские куранты» Н. Погодина — Рыбаков
  - «Платон Кречет» А. Корнейчука — Кречет
  - «Кто смеется последним» К. Крапивы — Леонович
  - «Русские люди» К. Симонова — Сафонов
  - «Молодая гвардия» по роману А. Фадеева — Олег Кошевой
  - «Счастье поэта» — Янка Купала
  - «Последние» — Якорев
  - «Ромео и Джульетта» Шекспира — Тибальт
  - «Смерть воеводы» — Воевода
  - «Гибель волка» — Микола
  - «В Тихом переулке» А. Мовзона — Иван Зарудный
  - «Чтоб люди не печалились» — Роман
  - «Анна Каренина» Л. Толстого — Вронский
  - «Чайка» А. Чехова — Треплев
  - «На дне» М. Горького — Медведев
  - «Блокада» Вс. Вяч. Иванова — Артём Осипович
  - «Таня» А. Арбузова — Герман
  - «Нора» Ибсена — Хельмер
  - «Лиса и виноград» Г. Фигейредо — Агностас
- Национальный академический драматический театр имени Максима Горького
  - «Главная ставка» К. Губаревича — Бонч-Бруевич
  - «Оптимистическая трагедия» Вс. Вишневского — Алексей
  - «Поднятая целина» М. Шолохова — Давыдов
  - "Океан " А. Штейна — адмирал Часовников
  - «Бесприданница» А. Островского — Паратов
  - «Дети солнца» М. Горького — Чепурной

### Фильмография
С 1953 г снимался в кино.

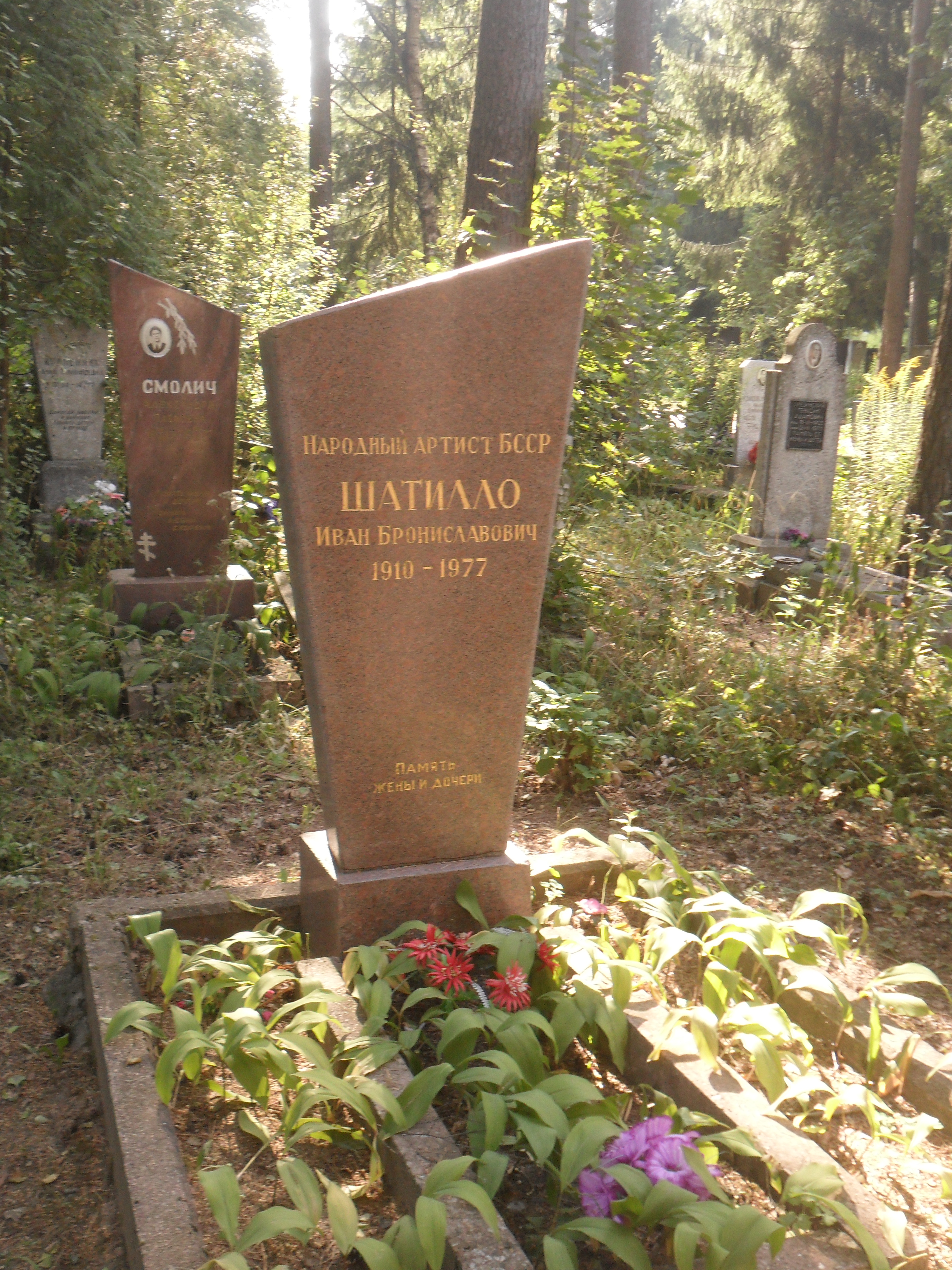
Могила Шатилло на Северном кладбище Минска.

- 1953 — «Поют жаворонки» — Микола Верас
- 1954 — «Кто смеётся последним?» — Михаил Павлович Леванович, секретарь парторганизации
- 1959 — «Любовью надо дорожить» — Прокофий Фёдорович
- 1959 — «Девочка ищет отца» — комиссар партизанского отряда
- 1960 — «Первые испытания» — Глеб
- 1961 — «Когда сливаются реки» — Василий Рудак
- 1962 — «Улица младшего сына» — комиссар Котло
- 1964 — «Москва — Генуя» — Красин
- 1967 — «За нами Москва» — эпизод
- 1968 — «И никто другой» — адвокат
- 1970 — «День да ночь» — генерал
- 1971 — «Вся королевская рать» — редактор газеты
- 1973 — «Хлеб пахнет порохом» — эпизод